# Teodor Văcărescu

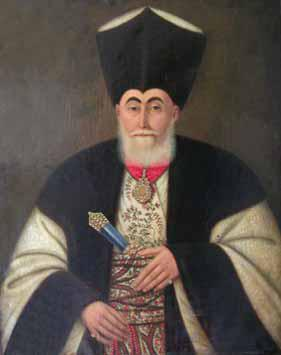
Teodor Văcărescu (de Anton Chladek).

Teodor Văcărescu, zis „Furtună”, (n. 1774 – d. 2 ianuarie 1853) a fost un caimacam în 1848. Era cunoscut ca Furtună din cauza comportamentului său Violent, dar bun.

### Familia
El a fost fiul agăi Constantin Văcărescu și lui Anica Crețulescu. El a avut 3 surori, Safta Ipsilanti, doamnă a Moldovei și a Valahiei, Ecaterina Bibescu, mama lui Barbu Știrbei și Gheorghe Bibescu, și Smaranda Manu, mama lui Ioan Manu. Prin mama sa, Anica, Teodor este descendent direct al domnitorului Constantin Brâncoveanu, prin fiica sa, Safta. Teodor s-a căsătorit cu nepoata de frate a lui Grigore al IV-lea Ghika, Maria Ghika. El a avut 2 copii: Anica Uxcules și Constantin Văcărescu. A fost bunicul colonelului Teodor C. Văcărescu.

### Cariera

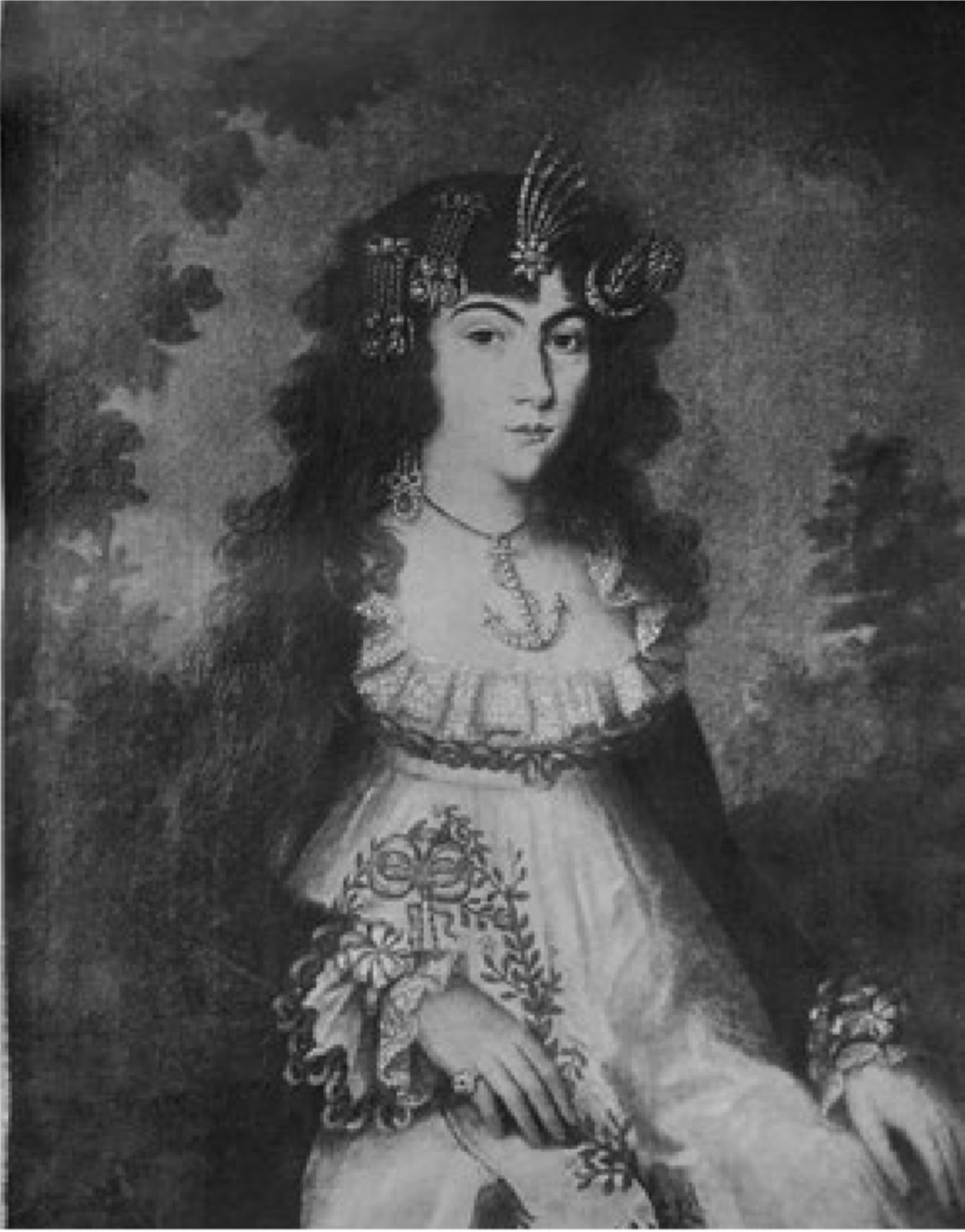
Soția lui Teodor Văcărescu, Maria Ghika (de Mihail Töpler).

Era vornic al Dreptății, iar după mare ban la 1843. La 1848, după îndepărtarea lui Gheorghe Bibescu, el a devenit caimacam, împreună cu Emanoil Băleanu și mitropolitul Neofit. În 1842 era candidat la domnie.